# 73704 Hladiuk
73704 Hladiuk è un asteroide della fascia principale. Scoperto nel 1991, presenta un'orbita caratterizzata da un semiasse maggiore pari a 3,2423645 UA e da un'eccentricità di 0,0475883, inclinata di 12,12609° rispetto all'eclittica.
L'asteroide è dedicato al geologo canadese Donald W. Hladiuk.